# Disney's Golden Oak Ranch
Le Golden Oak Ranch est un lieu de tournage de la société Walt Disney Company en grande banlieue de Los Angeles. Il est situé à Newhall dans la municipalité de Santa Clarita en Californie, à près d'une heure de route au nord de Los Angeles sur la Route 14 accessible depuis l'Interstate 5. L'activité sur le site est gérée par Walt Disney Core Studios, une filiale de Disney.
Son nom rend hommage à l'or découvert en 1849 par le prospecteur, Francisco Lopez, sous un chêne alors qu'il récoltait des oignons sauvages. Le site fait partie du Placerita Canyon.

## Historique
Le terrain initial d'une superficie de 128 ha a été acheté par Walt Disney en 1959 pour 300 000 USD. La société Disney poursuivit les achats pendant cinq ans pour atteindre une taille de plus de 280 ha en 1999 et 890 acres (360,2 ha) en 2009. Après l'achat, Disney demande aux directeurs artistiques Marvin Aubrey Davis et William H. Tuntke de développer le site pour en faire un lieu de tournage. L'une des premières productions est la série Le Renard des marais pour laquelle le site est transformé en paysage de la Caroline du Nord. Une de leurs réalisations est un lac qui sous certains angles ressemble à une rivière et dans lequel un système de pompes provoque un courant. Il est visible dans le film La Fiancée de papa (1961). Une autre réalisation est un système d'irrigation pour verdir le canyon.
Au milieu des années 1960, Walt Disney souhaite développer le terrain pour en faire une communauté urbaine avec un train et souhaite même y installer sa maison, celle de son frère et sa fille.
Le 29 octobre 2009, Disney annonce vouloir augmenter le nombre de studios de tournage à sa disposition en créant un studio sur une parcelle du ranch de 56 acres (0,227 km2) située en bordure de l'autoroute. Ce site baptisé Disney-ABC Studios at the Ranch devrait nécessité un budget de 522 millions d'USD et compter plusieurs studios fermés pour un total de 216 000 pieds carrés (20 067 m2) ce qui doublerait la superficie des studios Disney. Disney n'est pas le seul studio à vouloir s'agrandir ou s'installer depuis 2008 dans la région.
En 2011, Disney a développé les lieux de tournages pour ABC Studios en construisant 13 résidences dans une rue en impasse et un faux centre-ville de 42 façades pouvant simuler des boutiques, hôtels ou bureaux des années 1920 à 1960 avec des intersections. Six studios-hangars et 100 000 pieds carrés (9 290 m2) de bureaux et loges sont aussi prévus dans le courant de l'année. Le 20 juin 2013, le comté de Los Angeles planifie un réunion pour valider l'agrandissement du Disney's Golden Oak Ranch avec le projet Disney ABC Studios at the Ranch comprenant 12 studios, des bureaux et un restaurant. Le 27 août 2013, le comté de Los Angeles donne son accord pour l'agrandissement.
Le 26 décembre 2013, la presse locale indique que deux projets ont été proposés sur 58 acres (23 ha) des 890 acres (360 ha) du site et devant générer plusieurs milliers d'emplois
- 12 plateaux totalisant 555 950 pieds carrés (51 649 m2)
- 8 plateaux totalisant 510 000 pieds carrés (47 381 m2)

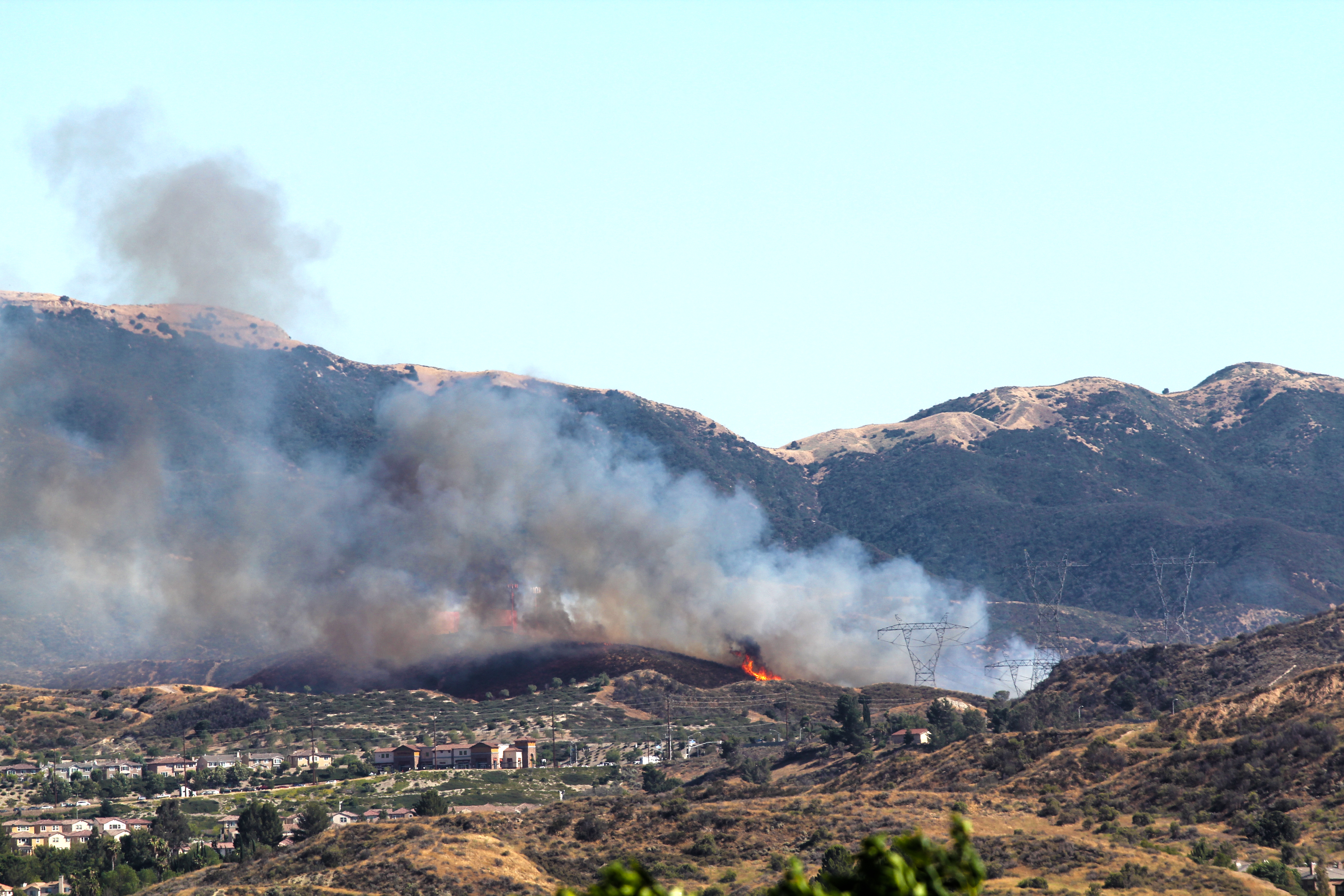
Incendie du 25 juin 2017.

Le 26 juin 2017, un incendie ayant brûlé 760 acres (308 ha) a aussi détruit 3 bâtiments servant de décors dans les bois

## Description
D'après l'article The Golden Oak Ranch: Disney's Western Frontier, paru en 1983 dans le magazine Disney Newsreel, le ranch comprend plusieurs maisons, des granges, des prairies étendues, des chênes majestueux, un lac avec un pont de bois couvert, des criques et des chutes d'eau donnant à ce lieu un aspect de paradis pouvant servir de décor naturel à des films. C'est un des derniers ranchs de l'industrie du cinéma utilisé à la fois par Disney et les autres studios. Alors que plusieurs concurrents comme 20th Century Fox et Paramount Pictures ont vendu leurs « ranchs » de Californie dans les années 1990, ce studio Disney reste l'un des rares survivants des studios-ranchs.

## Tournages
Le ranch a été utilisé pour plusieurs épisodes de la série The Adventures of Spin and Marty, une séquence populaire du Mickey Mouse Club et les derniers épisodes de Elfego Baca (1958-1960), une série western du studio.
Le premier film tourné dans le ranch, fut Le Clown et l'Enfant (Toby Tyler, 1960). Mais depuis il a servi pour de nombreux films produits par Disney ou d'autres compagnies, des publicités ou des scènes de séries télévisées.
Voici une liste non exhaustive des séries ou films tournés en partie dans le ranch
- Retour vers le futur (le ranch des 2 pins du fermier Peabody)
- Le Cheval aux sabots d'or (1968)[12]
- Demain des hommes (1968)[13]
- Peter et Elliott le dragon
- Le Gang des chaussons aux pommes
- Treasure of Matecumbe
- Les Muppets : ça c'est du cinéma!
- The Electric Horseman
- La Petite Maison dans la prairie
- Buffy contre les vampires
- Les publicités du Colonel Sanders pour KFC
- des épisodes de Bonanza
- Ralph Super-héros
- Pirates des Caraïbes dont le fort de Pirates des Caraïbes : Le Secret du coffre maudit (2006)
- Independence Day (1996)
- des épisodes de X-Files
- des épisodes de Les Experts, Les Experts : Miami et Les Experts : Manhattan
- des épisodes de Bones
- des épisodes de la saison 2 de Why Women Kill